# Giornata mondiale della fauna selvatica
Il 20 dicembre 2013, nella sua 68ª sessione, l'Assemblea Generale delle Nazioni Unite (UNGA), con la risoluzione UN 68/205, ha deciso di proclamare il 3 marzo, giornata internazionale dell'adozione della Convenzione sul commercio internazionale delle specie selvatiche, Fauna e Flora, minacciate di estinzione (CITES) sul pianeta, che sensibilizzano e che apportano benefici ad essi, come Giornata mondiale della fauna selvatica. La commemorazione è stata proposta dalla Thailandia per celebrare e far conoscere la fauna e la flora selvatiche del mondo. Così, per la prima volta, nel 2014 è stata celebrata la Giornata mondiale della fauna selvatica.

## Risoluzione UNGA
Nella sua risoluzione, l'Assemblea Generale ha riaffermato il valore intrinseco della fauna selvatica e dei suoi vari contributi, tra cui ecologico, genetico, sociale, economico, scientifico, educativo, culturale, ricreativo ed estetico, allo sviluppo sostenibile e al benessere umano.
L'Assemblea Generale ha preso atto dell'esito della 16ª riunione della Conferenza delle Parti della CITES, tenutasi a Bangkok dal 3 al 14 marzo 2013, in particolare della Risoluzione Conf. 16.1 designando il 3 marzo come Giornata mondiale della fauna selvatica, al fine di celebrare e far conoscere la fauna e la flora selvatiche del mondo, e riconosciuto l'importante ruolo della CITES nell'assicurare che il commercio internazionale non minacci la sopravvivenza delle specie
L'Assemblea Generale ha chiesto al Segretariato della CITES, in collaborazione con le pertinenti organizzazioni del sistema delle Nazioni Unite, di facilitare l'attuazione della Giornata mondiale della fauna selvatica.

## Temi
- 2023: "Partnership per la conservazione della fauna selvatica"
- 2022: "Recupero di specie chiave per il ripristino dell'ecosistema"
- 2021: "Foreste e mezzi di sussistenza: sostenere le persone e il pianeta"
- 2020: "Sostenere tutta la vita sulla terra"
- 2019: "La vita sott'acqua: per le persone e il pianeta"
- 2018: "Grandi felini - predatori minacciati".
- 2017: "Ascoltate le giovani voci".
- 2016: "Il futuro della fauna selvatica è nelle nostre mani", con un sottotema "Il futuro degli elefanti è nelle nostre mani".
- 2015: "È ora di fare sul serio contro i crimini contro la fauna selvatica".